# The Road Through the Wall
The Road Through the Wall (La carretera a través de la pared) es una novela escrita en el año 1948 por Shirley Jackson. Está inspirada en las propias experiencias de la infancia de Jackson en Burlingame, California.

## Antecedentes
The Road Through the Wall fue la primera novela de Jackson. Empezó a escribirla mientras su marido, el crítico literario Stanley Edgar Hyman, escribía un libro de análisis literario, titulado La Visión Armada. Jackson se inspiró en parte en su niñez, creciendo en un barrio opulento de California. También admitió que escribió el libro, en parte, para vengarse de sus padres, de los que resentía la mente estrecha y la codicia, declarando que la primera novela de un escritor tiene que ser en la que se vengue de sus padres.

## Argumento
La novela relata la vida en Pepper Street, un barrio suburbano de clase media en Cabrillo, California, en el año 1936. Los residentes se consideran ciudadanos respetables, a pesar de que son muy parroquianos en su forma de ver el mundo; por ejemplo, rechazan socializar con la única familia judía del barrio o con una mujer trabajadora, madre de un niño discapacitado, que alquila una casa en la calle. La novela describe la manera en qué el agujero derribado a través de la pared que siempre había cortado el fin de la calle interrumpe la vida en la comunidad.

## Recepción de la crítica
Wilbur Atchison dijo en su reseña de la Montreal Gazette de la novela: "La señorita Jackson no es Sinclair Lewis; tiene sólo 28 años. Pero en su trabajo más reciente muestra un notable talento para plasmar en el papel los sucesos cotidianos que a veces hacen que la vida sea un placer y, a veces, la hacen bastante siniestra".